# Amt Keppel
Das Amt Keppel, bis 1917 Amt Hilchenbach genannt, war ein Amt im Kreis Siegen in der preußischen Provinz Westfalen und in Nordrhein-Westfalen. Es verwaltete bis zum 31. Dezember 1968 ein Gebiet mit zuletzt elf eigenständigen Gemeinden.

## Geschichte

Amt Keppel im Kreis Siegen

Amtsgliederung

Bis Anfang des 19. Jahrhunderts gehörte das Gebiet des späteren Amtes Keppel zum Fürstentum Siegen. In der Franzosenzeit gehörte das Gebiet zum Großherzogtum Berg (1806–1813). Als die Verwaltung in dieser Region nach französischem Vorbild neu geregelt wurde, wurde dabei auch die „Mairie Hilchenbach“ im Kanton Netphen des Département Sieg eingerichtet.
Nach dem Wiener Kongress wurde aus der Mairie Hilchenbach die Bürgermeisterei Hilchenbach, die 1817 zum Kreis Siegen im Regierungsbezirk Arnsberg der preußischen Provinz Westfalen kam.
Als die Stadt Hilchenbach 1837 die „Preußische Revidierte Städteordnung“ erhielt und dadurch aus der Bürgermeisterei Hilchenbach ausschied, wurde aus dem Rest der Bürgermeisterei die Landbürgermeisterei Hilchenbach gebildet.
Im Rahmen der Einführung der Landgemeindeordnung von 1841 für die Provinz Westfalen wurde 1843 aus der Landbürgermeisterei Hilchenbach das Amt Hilchenbach gebildet. Verwaltungssitz war die amtsfreie Stadt Hilchenbach.
Zum 1. Dezember 1885 hatte das Amt Hilchenbach eine Fläche von 66,8 km², auf der 4007 Einwohner lebten.
Die Gemeinde Hillnhütten wurde am 27. August 1901 nach Dahlbruch eingemeindet.
Am 14. Dezember 1917 wurde das Amt in Amt Keppel umbenannt. Der Name bezog sich auf das in der Gemeinde Allenbach gelegene Stift Keppel.
Am 1. August 1930 erfolgte die Eingemeindung von Haarhausen nach Allenbach.
Am 31. Dezember 1968 wurde das Amt Keppel durch das Zweite Gesetz zur Neugliederung des Landkreises Siegen aufgelöst. Seine Gemeinden wurden mit der Stadt Hilchenbach zur neuen Stadt Hilchenbach zusammengeschlossen.

## Wappen
| Wappen des ehemaligen Amtes Keppel, Kreis Siegen | Blasonierung: „Von Gold (Gelb) und Blau erhöht geteilt; im oberen Feld hervorbrechend ein goldener (gelber) rotbewehrter und gezungter, von sieben Schindeln begleiteter Löwe, im unteren aus dem Schildfuß wachsend ein blauer Kirchenchor mit spitzem Dach.“ |
| Wappen des ehemaligen Amtes Keppel, Kreis Siegen | Wappenbegründung: Das Wappen wurde am 17. August 1937 vom Oberpräsidenten der Provinz Westfalen genehmigt. Der nassauische Löwe umgeben von Schindeln sowie die Farben Blau und Gold entstammen dem Wappen des Hauses Nassau, frühere Landesherren über das Amtsgebiet. Das Amt, das nach dem im 13. Jahrhundert hier gegründeten Prämonstratenser Frauenkloster Keppel seinen Namen trägt, im unteren Teil eine Abbildung des noch erhaltenen Chores der Keppeler Stiftskirche in sein Wappen aufgenommen und damit zugleich ein redendes Symbol für den Ortsnamen (Keppel'= capella) geschaffen. |

## Einwohnerzahlen
Die Einwohnerzahlen des Amtes:
| Gemeinde     | 1818  | 1885  | 1895  | 1905  | 1939  | 1950  | 1967  |
| ------------ | ----- | ----- | ----- | ----- | ----- | ----- | ----- |
| Allenbach1   | 0276  | 0479  | 0582  | 0881  | 1.073 | 1.484 | 1.968 |
| Dahlbruch2   | 0190  | 0259  | 0488  | 0924  | 1.407 | 2.191 | 3.600 |
| Grund        | 0166  | 0202  | 0216  | 0201  | 0164  | 0250  | 0259  |
| Haarhausen   |       | 0255  | 0258  |       | –     | –     | –     |
| Hadem        | 0085  | 0085  | 0075  | 0095  | 0073  | 0083  | 0347  |
| Helberhausen | 0234  | 0311  | 0316  | 0310  | 0348  | 0410  | 0521  |
| Hillnhütten  |       | 0099  | 0121  | –     | –     | –     | –     |
| Lützel       | 0226  | 0282  | 0330  | 0371  | 0338  | 0444  | 0467  |
| Müsen        | 0641  | 1.502 | 1.290 | 1.515 | 1.546 | 1.814 | 2.085 |
| Oberndorf    | 0074  | 0074  | 0078  | 0073  | 0063  | 0081  | 0062  |
| Oechelhausen | 0058  | 0094  | 0096  | 0092  | 0071  | 0108  | 0078  |
| Ruckersfeld  | 0124  | 0102  | 0077  | 0086  | 0096  | 0114  | 0109  |
| Vormwald     | 0142  | 0193  | 0217  | 0264  | 0333  | 0401  | 0468  |
| Gesamt       | 2.216 | 3.937 | 4.144 | 4.812 | 5.512 | 7.380 | 9.964 |

11818 und 1905 mit dem 1930 eingemeindeten Haarhausen.

21818 mit dem zum 1. April 1901 eingemeindeten Hillnhütten (1840: 130; 1900: 127 Einwohner).